# Liste der Naturdenkmale in Engen
| Naturdenkmale | Anzahl |
| ------------- | ------ |
| FND           | 7      |
| END           | 14     |
| Gesamt        | 21     |

Die Liste der Naturdenkmale in Engen nennt die verordneten Naturdenkmale (ND) der im baden-württembergischen Landkreis Konstanz liegenden Stadt Engen. In Engen gibt es insgesamt 21 als Naturdenkmal geschützte Objekte, davon 7 flächenhafte Naturdenkmale (FND) und 14 Einzelgebilde-Naturdenkmale (END).
Stand: 31. Oktober 2016.

## Flächenhafte Naturdenkmale (FND)
| Name                        | Bild | Kennung     | Einzelheiten | Position | Fläche Hektar | Datum         |
| --------------------------- | ---- | ----------- | ------------ | -------- | ------------- | ------------- |
| Karsthöhle (Gnirshöhle)     | BW   | 83350220027 | Engen        | ⊙        | 0,2           |               |
| Kiesgrube im steinernen Löw | BW   | 83350220037 | Engen        | ⊙        | 3,3           | 25. Juni 1986 |
| Sandäcker                   | BW   | 83350220019 | Engen        | ⊙        | 2,1           | 26. März 1992 |
| Steinbruch Eichenäcker      | BW   | 83350220039 | Engen        | ⊙        | 1,3           | 6. Aug. 1986  |
| Tannbühl                    | BW   | 83350220017 | Engen        | ⊙        | 3,6           | 28. März 1990 |
| Tongrube Biesendorf         | BW   | 83350220016 | Engen        | ⊙        | 4,2           | 28. Sep. 1988 |
| Trockenhänge Kreuzhalden    | BW   | 83350220018 | Engen        | ⊙        | 4,5           | 24. Okt. 1990 |
| Legende für Naturdenkmal    |      |             |              |          |               |               |

## Einzelgebilde (END)
| Name                            | Bild | Kennung     | Einzelheiten                                      | Position | Fläche Hektar | Datum         |
| ------------------------------- | ---- | ----------- | ------------------------------------------------- | -------- | ------------- | ------------- |
| 1 alte Sommerlinde              | BW   | 83350220007 | Engen Nicht mehr in der LUBW-Datenbank vorhanden. | ⊙        | 0,0           | 21. Dez. 1978 |
| 1 alte Stieleiche               | BW   | 83350220011 | Engen                                             | ⊙        | 0,0           | 21. Dez. 1978 |
| 1 alte Stieleiche               |      | 83350220014 | Engen                                             | ⊙        | 0,0           | 21. Dez. 1978 |
| 1 Eibe                          | BW   | 83350220004 | Engen                                             | ⊙        | 0,0           | 21. Dez. 1978 |
| 1 Mehlbeere/Elsbeere            | BW   | 83350220009 | Engen                                             | ⊙        | 0,0           | 21. Dez. 1978 |
| 1 Rotbuche                      | BW   | 83350220012 | Engen                                             | ⊙        | 0,0           | 21. Dez. 1978 |
| 1 Schwarzkiefer                 | BW   | 83350220008 | Engen                                             | ⊙        | 0,0           | 21. Dez. 1978 |
| 1 Sommerlinde                   |      | 83350220001 | Engen                                             | ⊙        | 0,0           | 21. Dez. 1978 |
| 1 Sommerlinde                   |      | 83350220002 | Engen                                             | ⊙        | 0,0           | 21. Dez. 1978 |
| 1 Sommerlinde                   | BW   | 83350220003 | Engen                                             | ⊙        | 0,0           | 21. Dez. 1978 |
| 1 Sommerlinde                   | BW   | 83350220005 | Engen                                             | ⊙        | 0,0           | 21. Dez. 1978 |
| 1 Sommerlinde                   |      | 83350220010 | Engen                                             | ⊙        | 0,0           | 21. Dez. 1978 |
| 1 Winterlinde („Friedenslinde“) | BW   | 83350220013 | Engen                                             | ⊙        | 0,0           | 21. Dez. 1978 |
| 3 Sommerlinden                  | BW   | 83350220006 | Engen                                             | ⊙        | 0,0           | 21. Dez. 1978 |
| Legende für Naturdenkmal        |      |             |                                                   |          |               |               |